# Consumérisme
 (août 2015).

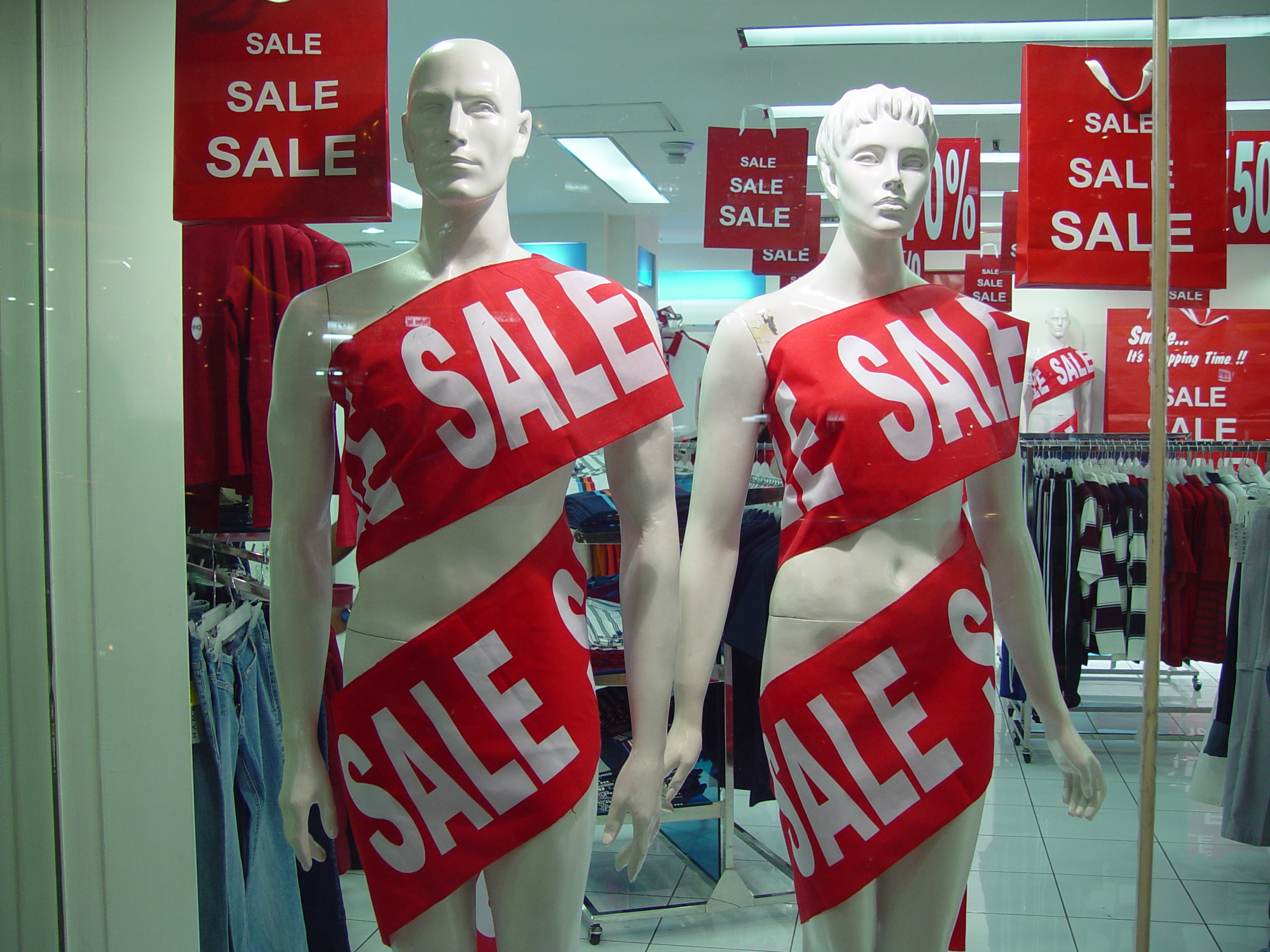

Le mot « consumérisme » a plusieurs sens :
- un sens courant, qui définit l'ensemble des « interventions coordonnées des consommateurs face aux entreprises », y compris la protection des consommateurs, le respect de leurs droits et leur éducation[1] ;
- un sens répandu en sociologie, qui définit un « mode de vie fondé sur la consommation »[2] ;
- une théorie qui considère l'augmentation de la consommation des biens comme un bénéfice économique[3].

## Défense des consommateurs

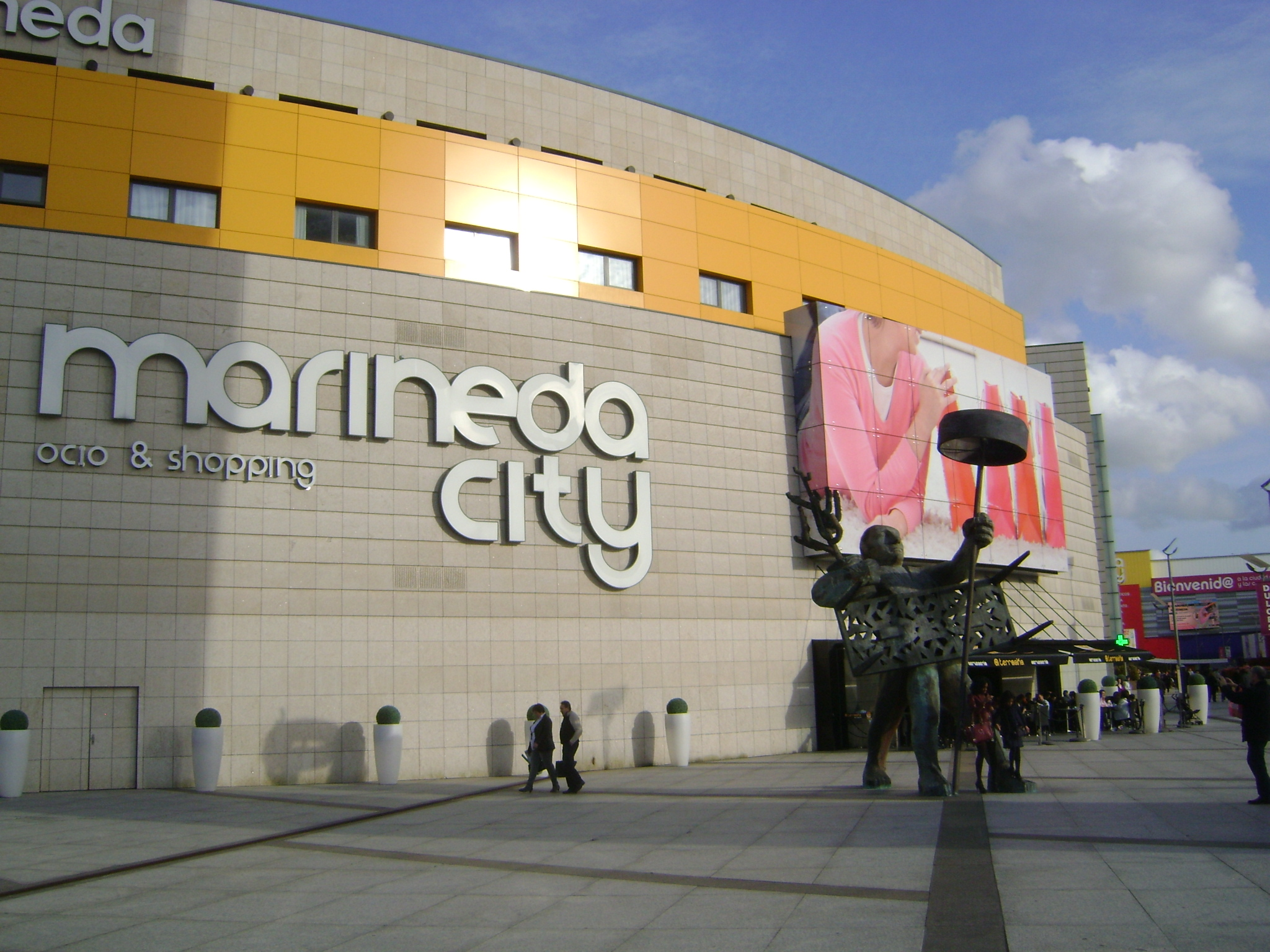
Shopping mall à La Corogne, Galice, (Espagne).

Son premier sens, relié à l'étymologie anglaise « consumer », qui signifie « consommateur », est celui de l'action concertée de consommateurs dans le but de défendre leurs intérêts face aux entreprises. Le terme est attesté dès 1915 par le Oxford English Dictionary avec pour définition : « Plaidoyer en faveur des droits et intérêts des consommateurs ».
Les racines sont déjà anciennes et remontent d'une part au Mouvement des Coopératives de consommation actif tout au long de la seconde moitié du XIXe siècle, et d'autre part aux différentes ligues et associations réunissant comme au Danemark au début du XXe siècle, des femmes acheteuses et où se crée en 1935 un Conseil économique pour la protection des consommateurs.
Selon le portail de l'INC le mouvement connaît une nouvelle effervescence en France, où « En 1927, la Confédération générale de la consommation est créée. Elle exprime le rêve d'un consumérisme de masse et unifié. Sa première réunion se tiendra en 1929, mais… sera la dernière ».
Il apparaît dès le début du XIXe siècle aux États-Unis, mais ne s’est véritablement développé jusqu’à inquiéter producteurs et distributeurs que dans le courant des années 1960, notamment après la publication de la Consumer Bill of Rights (Charte du consommateur), à l’initiative du président John F. Kennedy en 1962 pour le Consumer Advisory Council. Celle-ci reposait sur 4 droits fondamentaux : 1) le droit à la sécurité, 2) le droit d’être informé, 3) le droit de choisir, 4) le droit d’être entendu.
Par la suite, le consumérisme s’est notamment développé avec la médiatisation des actions de l’avocat Ralph Nader à l’encontre de la General Motors, à propos du modèle automobile Corvair, dont la sécurité était défaillante. « Un vide existe entre les promesses et la performance – un vide qui entretient un sentiment proconsumériste. Mais pour les entreprises qui œuvrent à combler ce vide, le consumérisme constitue une opportunité plutôt qu’une menace ».
Le mouvement trouve son essor aux États-Unis et au Canada où est créé en 1967 le Department of Consumer and Corporate affairs,. À partir de la fin des années 1970 apparaissent en Europe une série de législations visant à protéger le consommateur : France (1978), Autriche (1979), Belgique (1991), Suisse (1992).
En France, le consumérisme est une action collective des consommateurs ayant pour objectif de s’informer sur les produits et les services offerts à la consommation et de défendre leurs droits en tant que consommateurs (conformément aux dispositions de la loi du 5 janvier 1988, en France). Il porte essentiellement sur les caractéristiques et la qualité des produits et des canaux de distribution, sur les prix pratiqués, sur la qualité et la clarté de l’information présente sur le contenant (détail de la composition, date limite de consommation, modalité(s) d’utilisation…), etc..

## Sociologie
Le sociologue belge Jean De Munck pose la question « Qu'est-ce que le consumérisme ? Le consumérisme désigne autre chose que la consommation… Le suffixe « -isme » précise la notion de consommation par deux connotations enchevêtrées. Ce suffixe attire d'abord l'attention sur le fait que le phénomène bio-économique de la consommation est culturellement surdéterminé. On ne passe de la consommation au consumérisme qu'en ajoutant des dimensions symboliques à la dimension bio-économique de la consommation. On désigne par « consumérisme » un mode de vie, des normes et standards de désir légitime de la vie réussie... Il s'agit d'un mode de consommation individualiste, dépendant du marché, quantitativement insatiable, envahissant, hédoniste, axé sur la nouveauté, faisant usage des signes autant que des choses[non neutre] ».

## Autres usages
L'usage du mot s'est considérablement élargi dans le monde des services : on parle aussi désormais de consumérisme médical, de consumérisme immobilier, de consumérisme scolaire…
Un autre usage tend à utiliser le mot « consumérisme » comme l’épistémè associé à la société de consommation. Il s’agirait d’une idéologie où la consommation de biens revêt une importance capitale[réf. nécessaire], jusqu'à l'excès, une situation qu'illustre bien le roman Les Choses de Georges Perec.
On retrouve cet usage chez certains analystes, essayistes, démographes (Emmanuel Todd, etc.), philosophes (Bernard Stiegler, etc.) ou chez des groupes engagés tels les associations dénonçant la surconsommation et qui organisent la Journée sans achat dans le monde comme l'association française Casseurs de pub.